# Norbert Dürpisch
Norbert Dürpisch (nascido em 29 de maio de 1952) é um ex-ciclista alemão que competiu no ciclismo nos Jogos Olímpicos de Verão de 1976.